# Kim tự tháp Mặt Trời

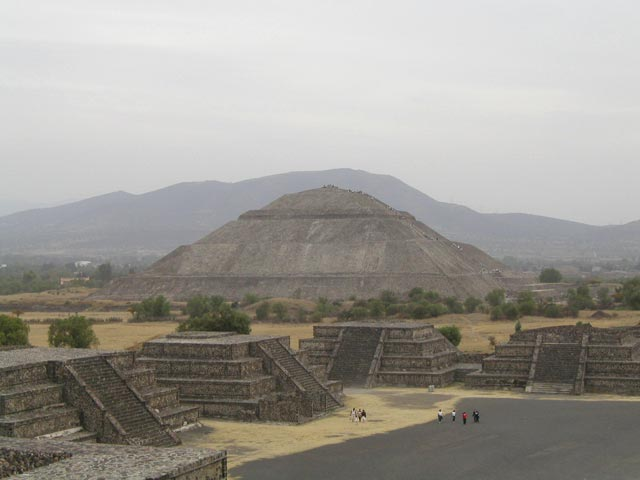
Kim tự tháp Mặt Trời nhìn từ xa

Kim tự tháp Mặt trời đã được dựng lên cách đây gần 2.000 năm như một đài tưởng niệm, một nơi để tôn thờ những vị thần vĩ đại và có lẽ cũng là lăng mộ của nhà thống trị đã xây dựng công trình. Cao 60 m so với đồng bằng trong thung lũng Teotihuacan thuộc vùng cao nguyên miền trung México khí hậu lạnh khô, kim tự tháp là thành tựu kiến trúc tinh xảo nhất ở Teotihuacan thuộc nền văn minh Trung Bộ châu Mỹ.